# Stvaranje ljudi (grčka mitologija)
Stvaranje ljudi u grčkoj mitologiji je prikazano na više načina i u različitim mitovima.

## Mitovi o stvaranju ljudi

#### Djeca Geje i Ponta
Prvo je prevladavalo mišljenje da se Geja, Majka Zemlja, nakon Uranovog kastriranja, udala za svog drugog sina Ponta. Rodila mu je morska božanstva, te smrtna bića – biljke, životinje i ljude. Tako sva smrtna bića potječu od Zemlje. Ali poslije je to mišljenje odbačeno, iako se i dalje smatra da ljudi vuku podrijetlo od zemlje, tla, odnosno, od njega su napravljeni. 

#### Prometej stvara ljude
Prometej, Titan drugog naraštaja, smatrao se poslije stvoriteljem ljudi. Zajedno sa svojim bratom Epimetejem zalutao je u grčku pokrajinu Bitiju gdje su napravili glinene figure – Prometej ljudi, a Epimetej životinja. Atena ih je našla i oživjela ih, te su tako nastali prvi muškarci i prve životinje. Zeus je zahtijevao da mu ljudi prinesu žrtve kako bi bili poslušni. Prometej je ubio vola i žrtvovao ga Zeusu. Podijelio ga je na dvije polovice, u prvu stavljajući meso a u drugu kosti koje je prekrio mašću. Zeus je izabrao ono naizgled ljepše, pa je Prometeju uskrćeno poučiti ljude. Ali Atena i Prometej su ipak poučili ljude te su ljudi postali inteligentna bića. Zeus im je zato zabranio vatru. Prometej je prekršio zadaću i uzeo vatru od Hefesta te ju dao ljudima. Zeus ljudima nije oduzeo vatru, jer ona služi za prinošenje žrtve, ali je ipak kaznio ljude. 

#### Stvaranje žene, Pandore
U Teogoniji, Postanku bogova, grčki pjesnik Heziod bilježi stvaranje prve žene, "zle stvari kojoj se u svojim srcima raduju svi muškarci dok grle vlastito uništenje". Heziod govori o ženi vrlo seksistički, grubo, te ju opisuje kao kaznu, dakle, žena ne bi nastala da ljudi (muškarci) nisu zgriješili (mišljenje koje je prevladavalo u staroj Grčkoj gdje su žene bile podređene muškarcima). Ime prve žene je Pandora (etimologija "od sviju obdarena"). Različiti su bogovi sudjelovali u njenu nastanku. Hefest ju je napravio od gline, nalik božici. Atena ju je odjenula, Harite su joj dale ogrlice, Afrodita svoju ljepotu (te je tako postala zaštitnica ženske ljepote), Apolon glazbeni talent, Demetra ju je naučila obrađivanju tlo (i tako pomogla ljudima), Posejdon joj daje bisernu ogrlicu, od morskih bisera, Hera joj dade znatiželjnost, a sve dovrši Hermes, koji je "upleo u nju laži i podmukle riječi te je obdario himbenom naravi". Tako je Pandora bila majka "rase smrtnika i plemena žena", pa su svi ljudi "zemljani". Pandora je donijela na Zemlju kutiju ili vrč zla u kojem je ostala samo Nada, najgora od svih.

#### Rase ljudi
U Rasama ljudi Heziod opisuje propadanje ljudi i njihovo prokletstvo. Prvi ljudi bijahu zlatna rasa, koju je Geja, Zemlja, služila, te su ljudi bili savršeni, a vladao je Kron. Nakon toga dolazi srebrna rasa, a njezini ljudi nisu bili baš pametni te nisu htjeli štovati bogove. Zeus ih zamjenjuje brončanom rasom, koja sama sebe uništava. U četvrtoj rasi bijahu heroji, te to "bijaše rasa ljudi heroja nalik bogovima koja ja nazvana polubogovima, i koji bijahu naši prethodnici na beskonačnoj Zemlji" (Heziod). Nakon toga dolazi rasa ljudi od željeza kojoj pripadamo i mi, ljudi koji se "nikad nisu odmarali od rada i napora tijekom dana, niti su tonuli u san tijekom noći".

#### Rađanje Erihtonija Atenskog
Erihtonije Atenski, atenski kralj, zauzima važno mjesto u mitologiji Atenjana, jer time Atenjani ističu povezanost sa svojom rodnom zemljom. Hromi Hefest, bog vatre, oženio se Atenom i ejakulirao na tlo, Geju, koja rađa Erihtonija, kao što je s Pontom rađala prva smrtna bića. I Erihtonije je smrtni kralj. Geja je dala Erihtonija Ateni koja ga je odgojila. Tako je Atena majka atenskog naroda, ali zadržava svoje cijenjeno i branjeno djevičanstvo. Erihtonije je rođen iz Zemlje a potječe od nje i Hefesta, koji je također štovan u Ateni, u Erehtejonu.   